# Christoph Wilhelm Hufeland

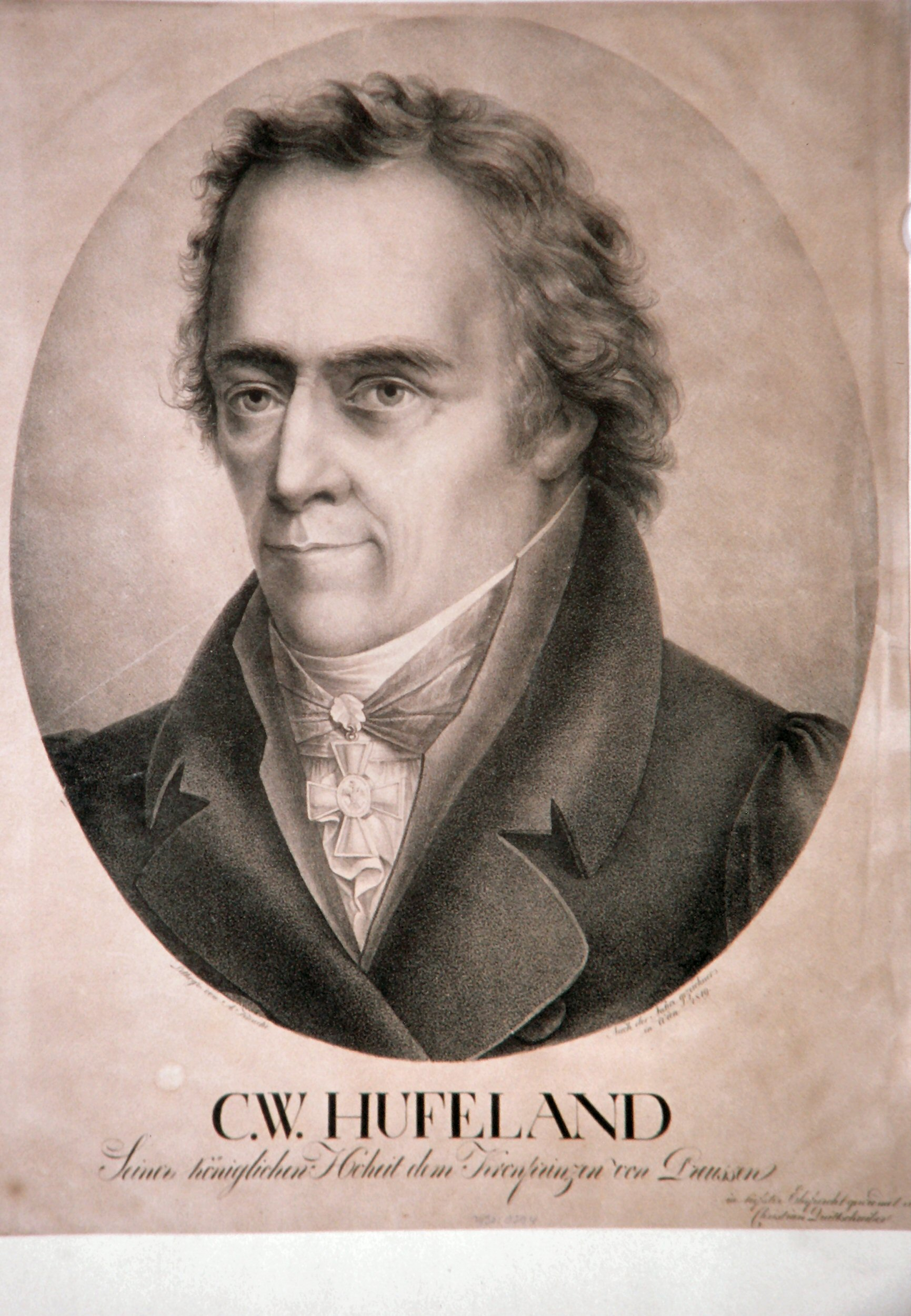
Christoph Wilhelm Hufeland, Lithographie von Adolf Kunike, 1819

Christoph Wilhelm Hufeland (* 12. August 1762 in Langensalza; † 25. August 1836 in Berlin) war ein deutscher Arzt, königlicher Leibarzt und Sozialhygieniker sowie klinischer Lehrer, Professor der Medizin in Jena und Berlin. Er wird wegen seiner Lebenskraft-Theorie als Vertreter des Vitalismus (ein dem damals modischen Brownianismus entgegenstehendes Konzept) bezeichnet. Er wird auch als Begründer der Makrobiotik gesehen. Sein berühmter Ausspruch „Vorbeugen ist besser als Heilen“ ist zu einem Motto der Krankheitsprävention geworden.

## Herkunftsfamilie
Christoph Wilhelm Hufeland wurde in eine christlich-lutherisch geprägte Familie hineingeboren, in der es seit drei Generationen viele Ärzte gab.
Die Hufelands waren ursprünglich eine Familie von Fleischermeistern in Tennstedt. Tobias Hufeland (1632–1675) war zudem Kastenherr (Verwalter der kirchlichen Armenkasse). Sein Sohn Polycarp Elias Hufeland (1665–1714) studierte in Leipzig und wurde Archidiakon in Stolp in Hinterpommern. Polycarp verehelichte sich dreimal: 1692 mit Ursula Watson, 1700 mit Concordia Wolff, und 1702 mit Barbara Neveling. Sein Sohn Johann Christoph Hufeland (* 1695 in Stolp; † 1767 in Weimar) aus der ersten Ehe studierte Medizin und kehrte zurück nach Tennstedt, war dort Stadtphysikus und Bürgermeister und heiratete 1725 (in zweiter Ehe) Victoria Müller (1707–1750). Ihr Vater Johann Caspar Müller (* 16. April 1675 in Jena; † 8. Mai 1753 in Weimar) war Leibarzt des Herzogs Wilhelm Ernst († 1728) in Weimar und des Erbprinzen Ernst August II. (1737–1758); er folgte ihm 1748 an den Gothaer Hof. Auch zwei Söhne des Johann Caspar waren Ärzte: Der älteste Gottfried Wilhelm Müller (1709‒1799) war Arzt in Frankfurt am Main; der jüngste Friedrich Gottlieb Müller (1721–1772) war (spätestens ab 1753) Hofmedikus in Weimar sowie Stadt- und Landphysikus.
Johann Christoph Hufeland wurde 1753 Nachfolger seines Schwiegervaters als Leibarzt des Erbprinzen, folgte ihm 1755 nach Weimar und blieb nach dessen Tod erster Leibarzt am dortigen Hof. Auch zwei seiner Söhne wurden Arzt. Der älteste Johann Friedrich Hufeland (1730‒1787) war zunächst Leibarzt bei Friederike von Sachsen-Weißenfels in Langensalza und wurde 1765 als zweiter Leibarzt nach Weimar berufen. Nach dem Tod des Vaters Johann Christoph am 25. Oktober 1767 wurde dessen jüngster Sohn Christian Gottlieb Hufeland (1742–1781) Arzt in Weimar, später auch Hofmedikus und Stadt- und Landphysikus.

## Leben

### Ärztliche Laufbahn

#### Studium
Christoph Wilhelm Hufeland war der erste Sohn von Johann Friedrich Hufeland (1730‒1787) und seiner Ehefrau Dorothea Maria geb. Pen(t)zig (1737‒1782), einer Tochter des Weimarer Stadtrichters und Vize-Bürgermeisters Johann Andreas Pen(t)zig. Zu den Paten gehörte der Frankfurter Arzt Gottfried Wilhelm Müller als Onkel des Vaters. Christoph Wilhelm besuchte keine öffentliche Schule, sondern wurde durch Privatunterricht ausgebildet. Im Frühjahr 1780
nahm er in Jena ein Medizinstudium auf, in dem er insbesondere die Vorlesungen des Chirurgen und Anatomen Justus Christian Loder besuchte; nach einem Jahr wechselte er nach Göttingen, wo auch Georg Christoph Lichtenberg zu seinen Lehrern zählte. 1783 wurde Hufeland in Göttingen zum Doktor der Medizin promoviert und Freimaurer in der Göttinger Loge „Augusta zu den drei Flammen“.

#### Weimar

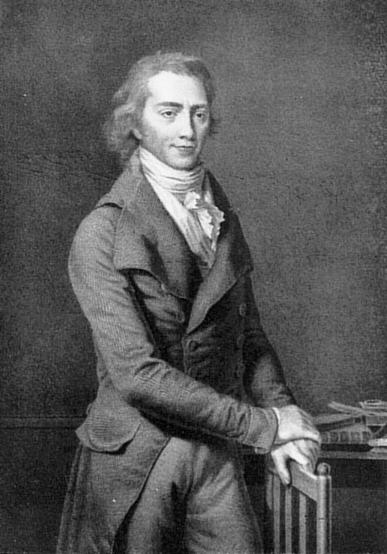
Christoph Wilhelm Hufeland

Christoph Wilhelms Vater litt unter stark zunehmenden Altersproblemen, und nach dem Tod seines jungen Bruders Christian Gottlieb waren seine ärztlichen Aufgaben kaum noch zu bewältigen. Christoph Wilhelm trat deshalb sofort nach dem Studium in die Praxis des Vaters ein, ab Juni 1784 als Hofmedicus. 1784 wurde er auch in den Bund der Illuminaten aufgenommen. In Weimar wohnte er im Haus seines Vaters, zusammen mit vier Schwestern und dem zwölf Jahre jüngeren Bruder Friedrich Hufeland. Zu seiner Verantwortung gehörte die ärztliche Versorgung der Stadt Weimar, aber auch der umliegenden Dörfer als Landarzt, wobei er teilweise auch die Arzneien als Apotheker selbst zubereiten musste. Er war deshalb ständig unterwegs und kam spätabends erschöpft nach Hause. Anders als sein Vater war Hufeland zwar auch als Hofarzt am Hof des Herzogs tätig, aber nicht dessen Leibarzt. Zu seinen Patienten in Weimar zählten auch Goethe (von 1783 bis 1793), Schiller, Herder, Wieland und Heinke.
Hufelands Vater starb im März 1787; der Sohn führte die Praxis weiter. Im November heiratete er die soeben 16-jährige Juliane Wilhelmina Friedericka Amelung – ein „junges, unschuldiges, heiteres, höchst liebenswürdiges Landmädchen“, das „aus fernem Gebirge“ stammte.
Im Februar 1790 wurde er zum Mitglied der Leopoldina mit dem Beinamen Hicesius III. gewählt; 1795 erhielt er die Cothenius-Medaille der Leopoldina. Auf Anregung von Hufeland und nach seinen Plänen wurde ab 1790 in Weimar der Bau des ersten Leichenhauses Deutschlands betrieben. Um 1792 hat sich Hufeland – wie Johann Peter Frank – für den Bau von Leichenhäuser sowie für Vorschriften über Zeitpunkt der Beerdigung bzw. Verbrennung eingesetzt, wodurch die Möglichkeit des Begrabens Scheintoter praktisch ausgeschlossen wurde.

#### Jena
Auf Veranlassung des Herzogs Karl August erhielt Hufeland zum Sommersemester 1793 eine Honorarprofessur an der Universität Jena und zugleich den Titel Rat. Seine Vorlesungen wurden von bis zu 500 Zuhörern begeistert aufgenommen. In diesen Vorlesungen stellte er bereits sein Lebenskraft-Konzept dar, das der damaligen Brownschen Lehre entgegenstand, gegen die sich Hufeland schon früh erhoben hatte. In Jena wirkte er zudem als Nachfolger von Justus Christian Loder für die medizinische Praxis und medizinischer Direktor des Klinikums. Im Jahr 1793 wurde er in die gerade von August Batsch gegründete Naturforschende Gesellschaft zu Jena als Ehrenmitglied aufgenommen. In Jena kam er in Kontakt mit Persönlichkeiten wie Schiller, Fichte, Schelling, dem Arzt Justus Christian Loder sowie den Theologen Johann Jakob Griesbach und Heinrich Eberhard Gottlob Paulus. Zu seinen Schülern gehörte unter anderem der Würzburger Medizinprofessor Johann Bartholomäus von Siebold (Hufeland wurde später Präsident des 1812 gegründeten Vaterländischen ärztlichen Kunstvereins, der von von Siebold und elf weiteren Direktoren geleitet wurde). 1796 wurde Hufeland vom Rat zum Hofrat und Leibarzt befördert. 1798 erblindete er auf dem rechten Auge. Lukrative Angebote aus Kiel, Leipzig und Pavia, eine Professur zu übernehmen, lehnte er ab, ebenso ein Angebot, Leibarzt von Kaiser Paul von Russland zu werden. Im Jahr 1800 wurde er an den königlichen Hof nach Berlin berufen. Sein Nachfolger in Jena wurde Karl Gustav Himly.

#### Berlin
Hufeland zog mit seiner Ehefrau Juliane und seinen Kindern nach Berlin. Hier wurde Heinrich Luden für einige Jahre Hauslehrer der Familie. Als königlicher Leibarzt betreute Hufeland nun die Familie von Friedrich Wilhelm III. und leitete das Collegium medico-chirurgicum sowie als Erster Arzt und Direktor die Charité in Berlin. In den ersten Berliner Jahren machte er neben seinem Lehramt noch sieben Stunden täglich Hausbesuche, bei denen er 30 bis 40 Kranke pro Tag versorgte. Im Mai 1801 trat er dem von Carl Ferdinand Sigismund Boehm († 1828), Georg Heinrich Boehr, Johann Goercke, Ernst Ludwig Heim, Abraham Wall († 1805) und Georg Adolph Welper (1762–1842) am 15. Januar 1799 gegründeten Sechs-Ärzte-Verein bei, der vermutlich in der 1810 gegründeten Medizinisch-chirurgischen Gesellschaft aufging. Die Zusammenkünfte fanden jeweils in den Privatwohnungen der Ärzte statt.
Im Sommer 1806 begleitete er Königin Luise zu einer Kur nach Pyrmont und nahm selbst eine Kur in Nenndorf in Anspruch. Diese Reise erschien ihm in seinen Erinnerungen als „ein ganz besonders beglückender“ Zeitraum.
Am 18. Oktober 1806, vier Tage nach der Schlacht bei Jena und Auerstedt, wurde Hufeland frühmorgens zu Königin Luise gerufen, die verzweifelt war und ihn aufforderte, sie auf der Flucht zu begleiten. Bis zur Abreise um 10 Uhr blieben ihm nur wenige Stunden Zeit, die wichtigsten Dinge zu regeln. Hufeland gelangte mit Königin Luise und ihren Kindern nach Königsberg, wo Luise an Typhus erkrankte. Als der Einmarsch Napoleons in Königsberg drohte, verlangte die kranke Königin, trotz widrigster Wetterverhältnisse, weiter nach Memel zu fliehen. Dorthin rettete sich auch Friedrich Wilhelm III. auf anderen Wegen. Gegen Hufelands Willen war ihm seine Frau mit sechs ihrer sieben Kinder nach Königsberg hinterhergereist. Schließlich trennte sie sich nach 18 Jahren Ehe von ihm und heiratete nach der Scheidung seinen ehemaligen Schüler und Assistenten Christoph Heinrich Ernst Bischoff. Der fromme Hufeland tröstete sich mit der Lektüre der Bibel, die er von vorne bis hinten durchlas, und mit dem Schreiben von Gedichten. Der Aufenthalt in Memel dauerte ein Jahr, von Januar 1807 bis Januar 1808. Mitte Januar 1808 reiste Hufeland mit dem preußischen Königshof zurück nach Königsberg. Dort nahm er an den Planungen der preußischen Reformen teil, soweit sie das Gesundheitswesen und die Gründung der Universität zu Berlin betrafen. Nach insgesamt drei Jahren im Exil kehrte der preußische Königshof im Dezember 1809 nach Berlin zurück.

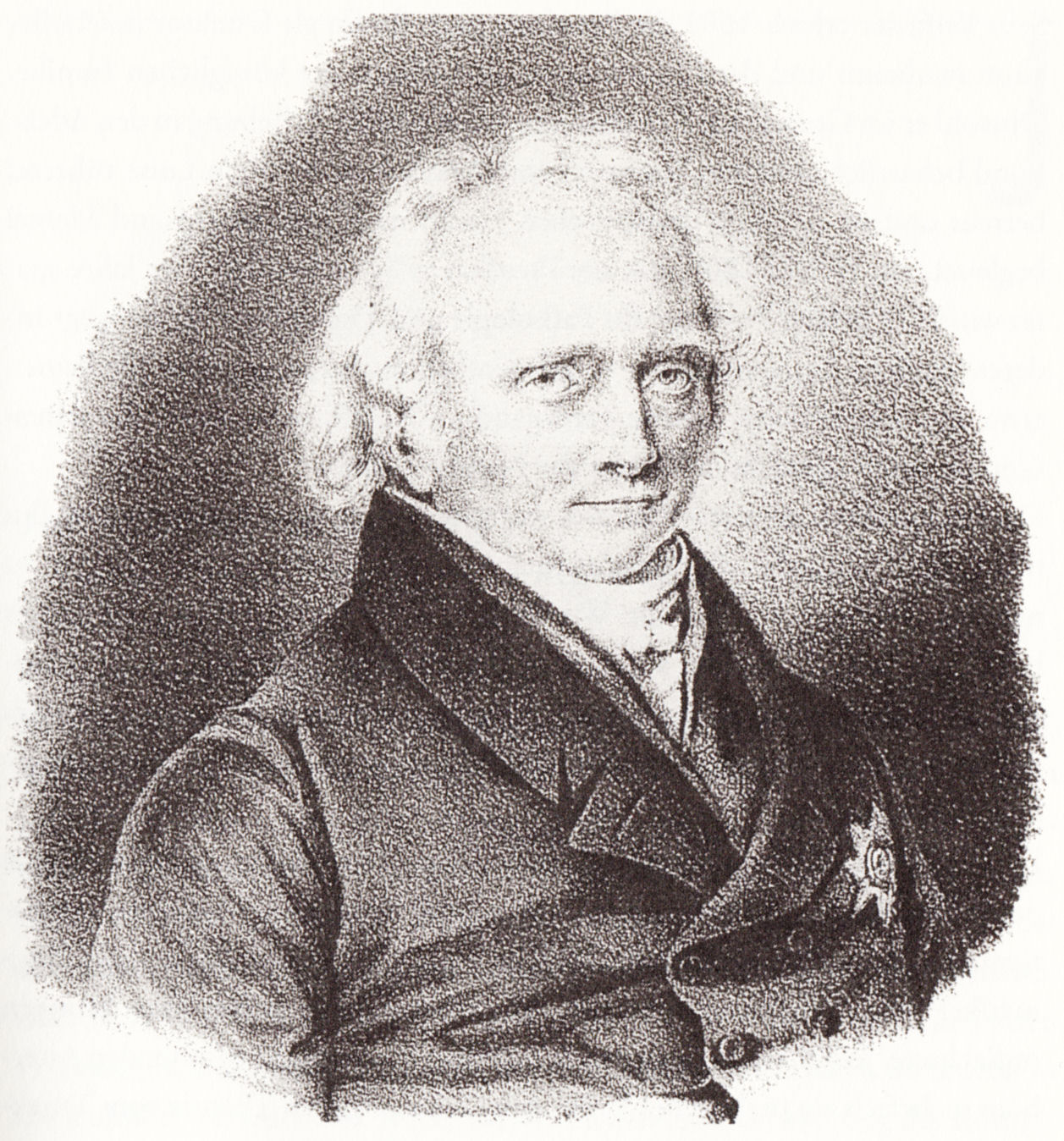
Hufeland im Alter

Nach seiner Rückkehr übernahm Hufeland im Jahr 1810 eine Fülle von Funktionen und Ämtern in Berlin. Er besorgte die Gründung der Poliklinik für arme Kranke und lehrte an der neuen Universität als ordentlicher Professor spezielle Pathologie und Therapie (bis 1836). Er wurde Dekan der neuen Medizinischen Fakultät (zunächst bis 1811, dann nochmals in den Jahren 1813–1814 und 1816–1817) und Mitglied der Königlichen Akademie der Wissenschaften (1810 bis 1836). Weitere Aufgaben erfüllte er als Staatsrat in der Abteilung Gesundheitswesen im preußischen Innenministerium und in der Armendirektion sowie als Leiter der medizinisch-chirurgischen Militärakademie. Ebenfalls im Jahr 1810 wurde er Mitglied der Gesellschaft für Natur- und Heilkunde in Berlin und gründete die Hufelandsche Gesellschaft, eine medizinisch-chirurgische Gesellschaft zur Fortbildung von Ärzten. Die enge Bindung an die königliche Familie blieb auch in den kommenden Jahren erhalten, so dass er die Familie 1813 auf der Flucht nach Schlesien begleiten musste und sich bis 1814 in Breslau aufhielt.
Am 10. Mai 1815 heiratete Hufeland in zweiter Ehe Helene Troschel (1777–1862). Im Jahr 1821 stellte er eine Preisaufgabe zur Prüfung der 1797 veröffentlichten Arbeiten über die Eigenwärme von Patienten, an denen James Currie Temperaturmessungen mit dem Thermometer durchführte.
Die Armenfürsorge war Hufeland ein besonderes Anliegen – von ihm stammt der prägende Spruch „Der Kranke allein ist arm“, der die Unterstützungwürdigkeit Kranker durch öffentliche Finanzen zum Ausdruck bringt. Seine Ansichten veröffentlichte Hufeland in mehreren Versionen seiner Armen-Pharmakopöe. Er sorgte für die Eröffnung der ersten Poliklinik im Jahr 1810, die ab 1833 von seinem Neffen und Schwiegersohn Emil Osann geleitet wurde. Hufeland hatte großen Anteil an der Einführung der Pockenschutzimpfung.
Hufeland war, soweit man weiß, an den politischen Entwicklungen der Zeit nicht aktiv beteiligt. Zu einer eigenen Aktion fühlte er sich jedoch 1826 bei den Kämpfen um das christlich-griechische Missolunghi getrieben, und er veröffentlichte am 25. April in Berliner Zeitungen einen Hilfeaufruf, dem sich der Probst Neander, der Konsistorialrat Ritschl und der Hofprediger Strauß anschlossen. Die Aktion war politisch nicht unproblematisch, aber erfolgreich und für Hufeland tief befriedigend.
Hufeland erhielt zahlreiche Ehrungen. Als ihn der König mit der Erhebung in den erblichen Adelsstand auszeichnen wollte, lehnte er das ab, weil er darin eine unchristliche und besonders den Kindern schädliche soziale Abgrenzung sah.

### Schriftstellerische Laufbahn

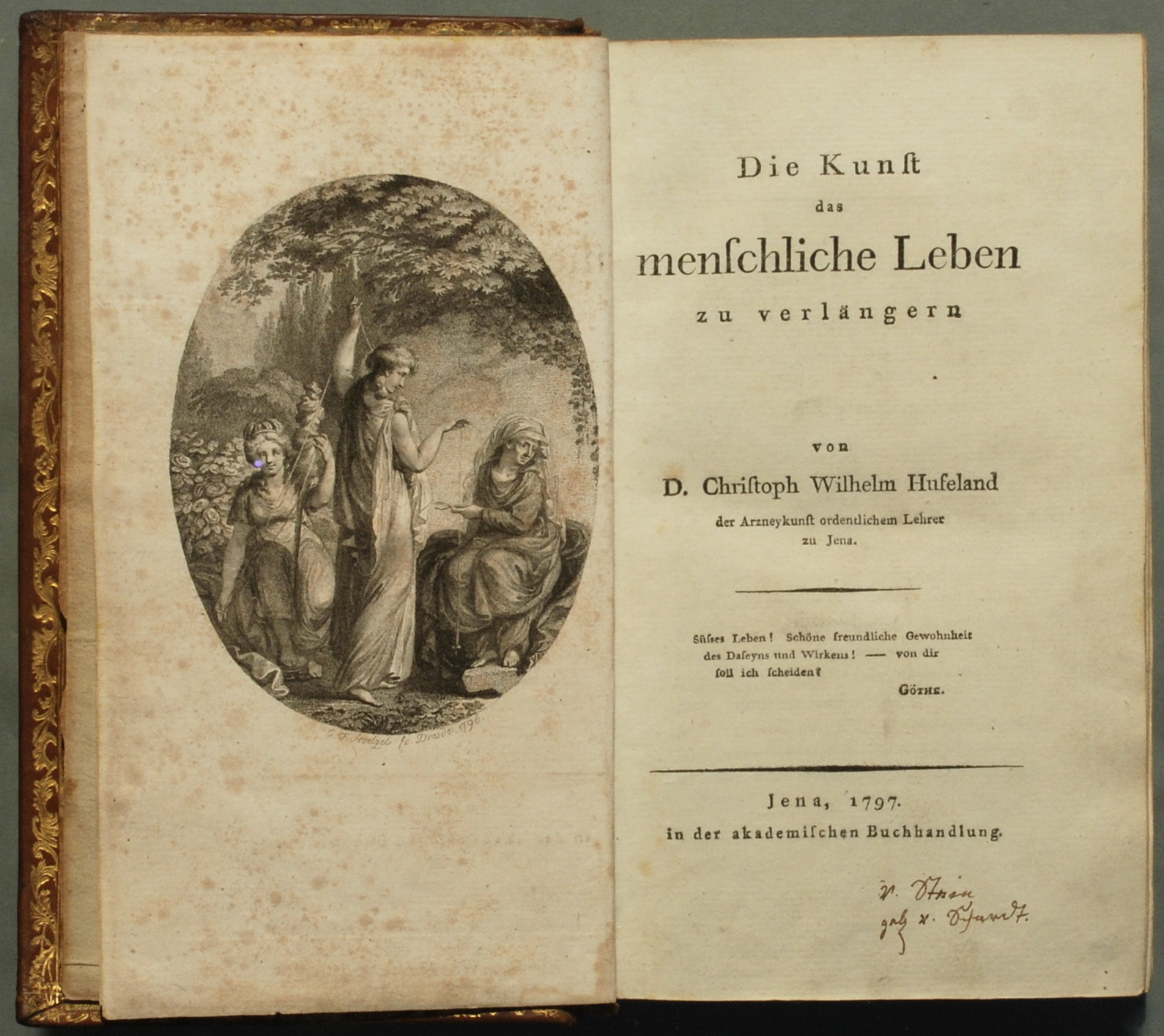
Die Kunst, das menschliche Leben zu verlängern, Erstdruck (1797)

Hufelands intensive Publikationstätigkeit begann 1785 mit Mesmer und sein Magnetismus, einer Arbeit über Franz Anton Mesmer und dessen Lehre vom „animalischen Magnetismus“. Als erste Buchveröffentlichung erschien eine Abhandlung über die Ausrottung der Pocken (1787). Anschließend folgten zahlreiche Schriften zum Thema Gesundheitspflege, darunter sein Hauptwerk Die Kunst, das menschliche Leben zu verlängern (1797), in dem eine besondere Ernährung und ein harmonischer Lebensstil empfohlen wird. Persönliche Gesundheitsfürsorge und staatliche Gesundheitspolitik werden hier gemäß dem Geist der Aufklärung kombiniert. Hufelands Thesen kamen den Anschauungen der bürgerlich-protestantischen Bevölkerung sehr entgegen. So kam es, dass der Titel bereits 1805 (als Makrobiotik) die dritte Auflage erreichte.
Auch bei Zeitschrifteneditionen brachte Hufeland bedeutende Leistungen (u. a. Herausgabe des Journal der practischen Arzneykunde und Wundarzneykunst seit 1795). 1808 brachte Hufeland ein Lexikon zum Thema Scheintod heraus. Insgesamt zählt das Verzeichnis seiner Schriften über 400 Titel.

### Medizinische Theorie
Hufelands medizintheoretischer Ansatz geht von einer Lebenskraft aus, die er weiter differenzierte, allgemein aber als Selbsterhaltungsprinzip des Organismus verstand. Durch sein Plädoyer für sanfte Behandlung (im Gegensatz zu einer „heroischen Medizin“), Nutzung der Heilkraft der Natur (vis medicatrix naturae) und Anwendung von Diätetik und physikalischer Therapie hatte er großen Einfluss auf die Naturheilkunde ab dem 19. Jahrhundert. Auch auf den Gebieten der Hydrotherapie bzw. Wasserheilkunde war Hufeland (wie sein Schwiegersohn, der Balneologe Emil Osann) tätig. Die Onanie junger Männer sah Hufeland, wie auch andere seiner Zeitgenossen, als Ursache von krankhafter Schwäche an. In seinem Journal der practischen Arzneykunde bot er den medizinischen Strömungen seiner Zeit ein Diskussionsforum. Dort erschienen z. B. zahlreiche Artikel Samuel Hahnemanns, des Begründers der Homöopathie. Später kam es allerdings zum Zerwürfnis zwischen Hahnemann und Hufeland. Hufeland erklärte die Homöopathie als Heilsystem für fragwürdig und kritisierte an Hahnemann scharf dessen strikte Vorgehensweise.

## Hinterlassene  Familie
Hufelands zweite Ehefrau Helene Troschel (1777–1862) war eine Tochter des in Berlin sehr bekannten Aufklärungstheologen und Predigers Jakob Elias Troschel (1735‒1807). Dessen Mutter Barbara Dorothea geb. Hufeland entstammte der dritten Ehe des Polycarp Elias Hufeland. Helene Troschel war als Sängerin ab 1804 Mitglied der Berliner Singakademie. Die Ehe war kinderlos.
Aus Hufelands erster Ehe stammten sieben Kinder:
- Johanna Sophia Wilhelmina Juliana, genannt Minna (* August 1789 in Weimar;[63] † 1859) heiratete[64] 1819 in Dresden den konservativen orthodoxen Diplomaten und Schriftsteller Alexandru Sturdza, der nach Hufelands Tod eine christlich orientierte Biographie verfasste. In der Ehe nannte sie sich Elisabeth. Das Ehepaar hatte drei Kinder.
- Carl Wilhelm Eduard[65] (* 24. Dezember 1790 in Weimar;[66] † 23. November 1840 in Schweidnitz[67]), war zunächst beim Militär (als Leutnant zusammen mit Ferdinand Heinke im 8. Schlesischen-Landwehr-Kavallerie-Regiment unter Major von Kleist), studierte Medizin, heiratete 1815 Caroline Gren-Hermbstädt († 26. Juni 1862), eine Tochter des schwedischstämmigen Chemikers Gren und Pflegetochter des Berliner Chemikers Hermbstädt, war dann als Arzt und Wirtschafter auf dem Gut Marxdorf im Kreis Schweidnitz unweit von Breslau, das sein Vater angeschafft hatte;[68] ab 1833 war er dort Landrat. Das Ehepaar hatte sieben Kinder, darunter:
  - Friedrich Wilhelm Sigismund Maximilian (* 30. Juni 1822; † 6. September 1862) auf Marxdorf und Qualkau ließ sich 1860 nobilitieren. Sein einziger Sohn starb 1876 kinderlos.[69]
- Julie, genannt Lilly, (* 1794 in Jena; † 1866 in Berlin) heiratete etwa 1819 ihren Cousin Emil Osann (1787‒1842) in Berlin. Emil war der älteste Sohn der Amalie Caroline Friederika geb. Hufeland (* 8. Oktober 1766[70]; † 23. Januar 1843[71]), einer jüngeren Schwester von Julies Vater, und des Regierungsrats Friedrich Heinrich Gotthelf Osann (1753–1803). Nach dem frühen Tod des Vaters fungierte Christoph Wilhelm als Vormund seines Neffen, der nach seinem Medizinstudium am Berliner Klinikum seines Onkels arbeitete. Die Ehe war kinderlos.
- Laura (1799–1877) heiratete Carl Wilhelm Becherer († 1846), Major und Gutsbesitzer in Klein Mehßow in der Lausitz. Die Familie Becherer, mit dem Oberhofbaurat Friedrich Becherer (1747‒1823) als prominentem Mitglied, gehörte zu einem Kreis von Berliner Bürgerfamilien, die im Bauwesen einflussreich waren.[72] Becherer wurde am 15. Oktober 1840 in den bedingt erblichen Adel aufgenommen.[73] Das Ehepaar hatte sieben Kinder.
- Rosalie, genannt Röschen, (1801–1846) musste wegen zu schnellem Wachstum in der Pubertät allen jugendlichen Freuden entsagen.[74] Sie verehelichte sich mit Adolph August Wilhelm Hufeland (* 1. Juli 1798 in Jena; † 22. Juni 1862 in Berlin), dem Sohn des Juristen Gottlieb Hufeland (1760–1817). Dessen Vater Daniel Hufeland (1701‒1766) war das einzige Kind aus der zweiten Ehe des Polycarp Elias Hufeland. Adolf war Stadtgerichtsrat in Berlin und Testamentsvollstrecker der Erbschaft seines Schwiegervaters[75]. Das Ehepaar hatte vier überlebende Kinder.[76]
- Hulda (1802–1892) verehelichte sich zweimal. In der ersten Ehe mit dem Premier-Leutnant Wilhelm Fischer in Trier kam 1824 eine Tochter zur Welt. In der zweiten Ehe mit dem Gymnasialdirektor Friedrich A. Rigler in Potsdam, spätestens 1827 geschlossen, kamen 17 Kinder zur Welt, von denen fünf eine Ehe eingingen.[77]
- Luise (1804–1889) blieb unverheiratet.

## Nachwelt

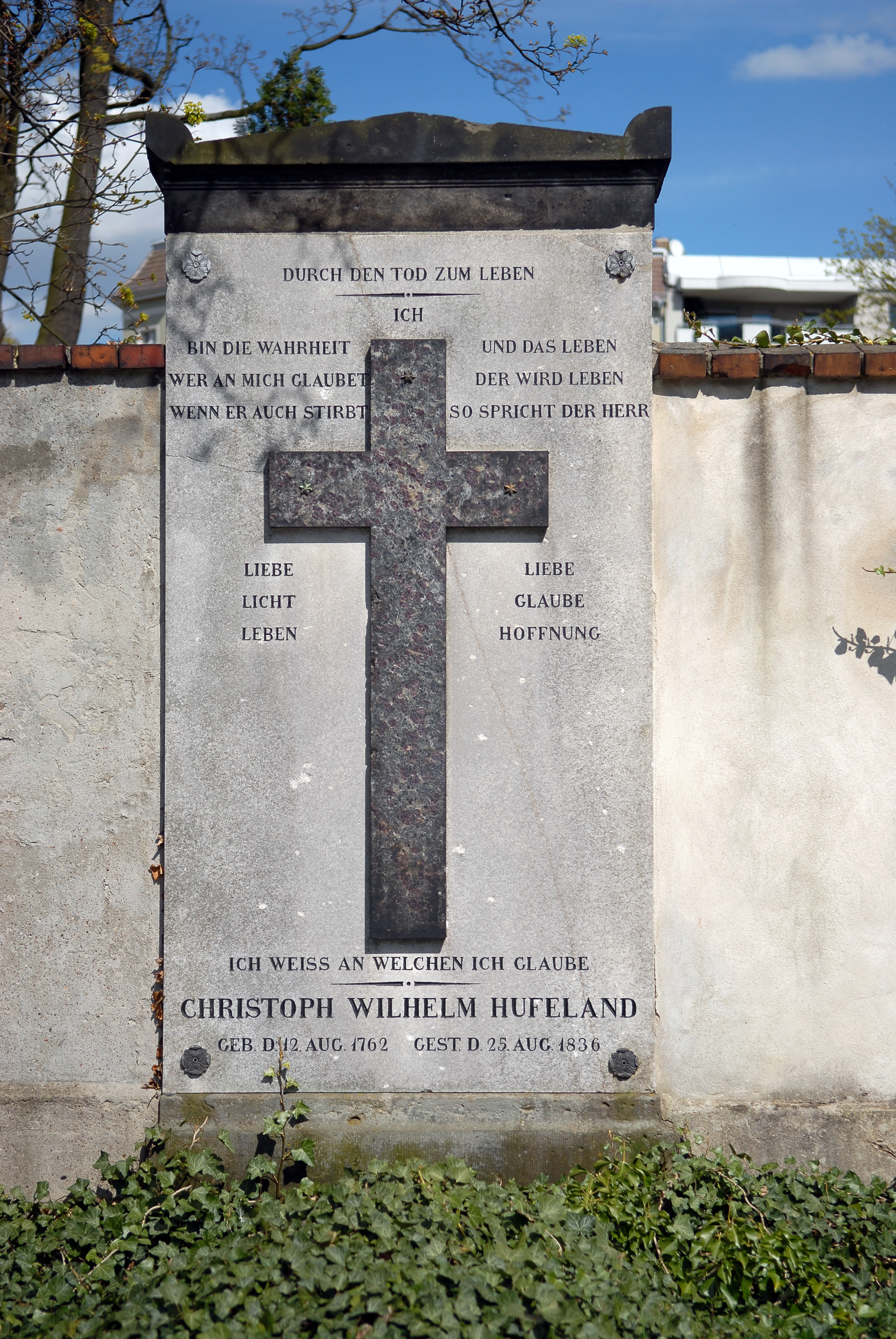
Hufelands Grab auf dem Dorotheenstädtischen Friedhof in Berlin

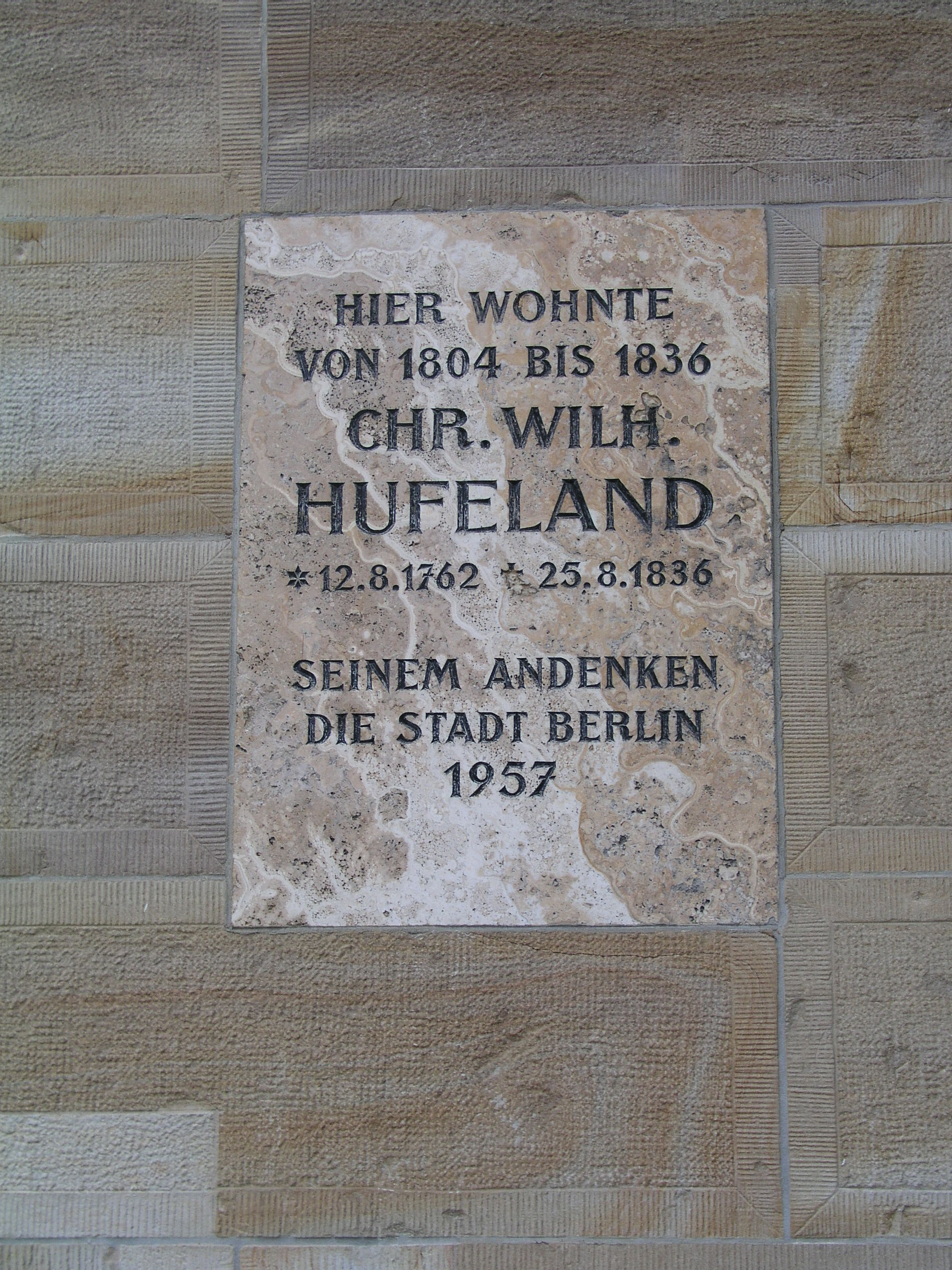
Gedenktafel in Berlin

Hufeland wurde auf dem Dorotheenstädtischen Friedhof in Berlin-Mitte beigesetzt. Die Grabstätte gehört zu den Ehrengräbern des Landes Berlin. Am 4. Juni 1904 wurde eine neu angelegte Berliner Straße als Hufelandstraße benannt. An seinem Wohnhaus in Berlin-Mitte (Hegelplatz 1) wurde eine Gedenktafel angebracht.
In der DDR wurde 1958 die Hufeland-Medaille gestiftet und jährlich als staatliche Auszeichnung für bedeutende Verdienste um den Gesundheitsschutz verliehen. Die Hufeland-Stiftung vergibt seit 1960 jährlich den Hufeland-Preis für die „beste Arbeit auf dem Gebiet der Präventivmedizin“; diese von der Deutschen Ärzteversicherung gestiftete Auszeichnung ist mit 20.000 Euro dotiert. Das Hufeland-Haus in Frankfurt am Main besteht seit 1964.
1975 wurde die Hufelandgesellschaft gegründet, der Dachverband für Ärztegesellschaften für Naturheilkunde und Komplementärmedizin. Die Hufelandgesellschaft vergibt seit 2009 zweijährlich einen mit 1500 Euro dotierten Hufeland-Forschungspreis für Arbeiten zur Komplementär- oder Integrativen Medizin.
Das Hufeland Klinikum, ein akademisches Lehrkrankenhaus der Universität Göttingen mit Standorten in Bad Langensalza und Mühlhausen, führt ebenfalls seinen Namen. Hufelands ständiger Leitsatz, das Hippokrates-Zitat „Der Arzt hilft, die Natur heilt“, ziert zusammen mit seinem Bildnis den Haupteingang des Klinikstandortes in Mühlhausen. In Weimar entstand 1998 durch die Zusammenführung der Hufeland-Kliniken Weimar mit dem Krankenhausbetrieb der Stiftung Sophienhaus Weimar das Sophien- und Hufeland-Klinikum Weimar (kurz Klinikum Weimar). Auch in Bad Ems existiert eine Hufeland-Klinik.
In Bad Pyrmont erinnert die Hufeland-Therme an Hufeland. Seinen Namen tragen auch in Bad Driburg die zum Steinberg führende Straße und in Wien-Meidling (12. Bezirk) seit 1884 die Hufelandgasse. Auch das Universitätsklinikum Essen liegt an der Hufelandstraße in Essen.

## Schriften (Auswahl)
- Dissertatio inauguralis medica sistens usum vis electricae in asphyxia experimentis illustratum. 24. Juli 1783. (Digitalisat; Nachdruck in Hufeland kleine med. Schriften 1822)
- Mesmer und sein Magnetismus. In: Der Teutsche Merkur vom Jahre 1784. Drittes Vierteljahr, S. 60‒90 und 161‒178. (Nachdruck in Gemeinnützige Aufsätze usw. 1794.)
- Neue Aussicht zu Vertilgung der Blattern. In: Der Teutsche Merkur vom Jahre 1786. Viertes Vierteljahr, S. 167‒181 und 253‒256. (Nachdruck in Gemeinnützige Aufsätze usw. 1794.)
- Neue Aussicht zur Vertilgung der Blattern. 1789 (Digitalisat).
- Bemerkungen über die natürlichen und künstlichen Blattern zu Weimar im Jahr 1788. Göschen, Leipzig 1789 (Digitalisat). 2. vermehrte Auflage 1793. (Digitalisat)
- Ueber die Ungewißheit des Todes und das einzige untrügliche Mittel sich von seiner Wirklichkeit zu überzeugen, und das Lebendigbegraben unmöglich zu machen nebst der Nachricht von der Errichtung eines Leichenhauses in Weimar. Weimar 1791. (Digitalisat; Nachdruck in Hufeland kleine med. Schriften 1822)
- Ein Wort an Meine künftigen Herren Zuhörer als Ankündigung Meiner auf Ostern anzufangenden Vorlesungen. o. O. 1793. (Digitalisat; Nachdruck in Hufeland kleine med. Schriften 1823)
- Vollständige Darstellung der medicinischen Kräfte und des Gebrauchs der salzsauren Schwererde. Berlin 1794. (Digitalisat)
- Gemeinnützige Aufsätze zur Beförderung der Gesundheit, des Wohlseyns und vernünftiger medicinischer Aufklärung. Leipzig 1794 (Digitalisat)
- Ideen über Pathogenie und Einfluss der Lebenskraft auf Entstehung und Form der Krankheiten als Einleitung zu pathologischen Vorlesungen. Jena 1795 (Digitalisat).
- Die Kunst das menschliche Leben zu verlängern. Jena 1797 (Digitalisat); 2 Bände. Haas, Wien 1798 (urn:nbn:de:hbz:061:2-16631); später als Makrobiotik oder Die Kunst das menschliche Leben zu verlängern.
- Bemerkungen über die Brownsche Praxis. Tübingen 1799. (Digitalisat)
- System der praktischen Heilkunde. Ein Handbuch für akademische Vorlesungen und für den praktischen Gebrauch. Jena/Leipzig 1800, Wien 1802–1806.
- Ueber die Vergiftung durch Branntwein. Berlin 1802.
- Der Schlaf und das Schlafzimmer in Beziehung auf die Gesundheit. Gädicke, Weimar 1802. (Digitalisat)
  - Der Schlaf und das Schlafzimmer in Beziehung auf die Gesundheit. Ein nöthiger Anhang zur Kunst das menschliche Leben zu verlängern. Joseph Gerold, Weimar und Wien 1803. (Digitalisat)
- Bemerkungen über Galls Gehirnorganlehre. In: Darstellung der Gallschen Gehirn- und Schädel-Lehre von C. H. E. Bischoff. Berlin 1805, S. 114–158.
  - auch in: Neues Journal der practischen Arzneykunde und Wundarzneykunst, 14. Band, III. Stück, 1805, S. 114–158.
- Der Scheintod, oder Sammlung der wichtigsten Thatsachen und Bemerkungen darüber, in alphabetischer Ordnung mit einer Vorrede. Matzdorff, Berlin 1808. (Digitalisat)
- Die Armenkrankenverpflegung zu Berlin, nebst dem Entwurfe einer Armenpharmakopöe. In: Journal der practischen Heilkunde Dezember 1809, S. 3‒69.
- Armen-Pharmakopöe entworfen für Berlin nebst der Nachricht von der daselbst errichteten Armenkrankenverpflegungsanstalt. Berlin 1810; 2. vermehrte Auflage 1812.
  - Armen-Pharmakopöe entworfen für Berlin nebst der Nachricht von der daselbst errichteten Krankenanstalt für Arme in ihren Wohnungen. 3. vermehrte Auflage. Berlin 1818 (Digitalisat).
  - Armen-Pharmakopöe. 4. vermehrte Auflage. Berlin 1825 (urn:nbn:de:hbz:061:2-9283); 5. vermehrte Auflage 1828.
  - Armen-Pharmakopöe. Zugleich eine Auswahl bewährter Arzneimittel und Arzneiformeln. 6. vermehrte Auflage. Reimer, Berlin 1829 (Digitalisat); 7. sehr vermehrte Auflage 1832; urn:nbn:de:hbz:061:2-2283; 8. Auflage 1834.
- Conspectus Materiae medicae secundum Ordines naturales in Usum Auditorium. Editio tertia aucta. Berlin 1828. (Digitalisat)[84]
- Anleitung zur physischen und moralischen Erziehung des weiblichen Geschlechts. Nach E. Darwin bearbeitet und mit Zusätzen versehen von C. W. Hufeland. Leipzig 1822. (Digitalisat)
- C. W. Hufeland kleine medizinische Schriften. Band 1 (1822), 2 (1823), 3 (1825). Berlin. (Digitalisate)
- Das Adelthum im Lichte des Christenthums. [Aufzeichnung für Hufelands Kinder 1827. Publiziert in Dem Gedächtnis C. W. Hufelands usw. 1933, S. 75‒81.]
- C. W. Hufeland neuere vermischte Schriften. Erster Band. (= kleine medizinische Schriften, Vierter Band) Berlin 1828. (Digitalisat)
- Die Lehre von den Heilungsobjekten und ihrer Erkenntniß oder die Jatrognomik. Ein Versuch zur Vereinigung der Aerzte. Berlin 1829. (Separatdruck aus: Journal der practischen Heilkunde Januar 1829, S. 7‒94.)
- Die Homöopathie. Berlin 1831. (Digitalisat)
- Enchiridion medicum oder Anleitung zur medicinischen Praxis. Vermächtniß einer fünfzigjährigen Erfahrung. 1836. 3. Auflage Herisau 1837. (Digitalisat)

Herausgeberschaft
- Journal der practischen Arzneykunde und Wundarzneykunst. Band 1 (1795) bis 7 (1798); ab Band 8 zugleich unter dem Titel Neues Journal der practischen Arzneykunde und Wundarzneykunst (mit Zählung Band 1 (1799) bis 20 (1808)). (Digitalisate)

1809  bis 1836 zugleich unter dem Titel Journal der practischen Heilkunde (mit Zählung Band 1 (1809)) (Digitalisate)
Mitherausgeber 1809 bis 1814: K. Himly; 1815 bis 1818: J. Ch. F. Harles; 1823 bis 1836: E. Osann.
- Bibliothek der practischen Heilkunde. Band 1 (1799) bis 76 (1836). (Digitalisate)
- Worte des Herzens von J. C. Lavater. Für Freunde der Liebe und  des Glaubens. Herausgegeben von C. W. Hufeland. Dümmler, Berlin 1825. (Digitalisat)
- Encyclopädisches Wörterbuch der medicinischen Wissenschaften. Herausgegeben von den Professoren der medicinischen Fakultät zu Berlin. 1. Band, Berlin 1828 (Titelblatt), bis 14. Band, 1836.

Edierte Autobiographie
- C. W. Hufelandʼs Studien, praktische und akademische Wirksamkeit; ein Fragment aus Hufelandʼs hinterlassener Selbstbiographie. [Hrsg. E. Osann] In: C. W. Hufelandʼs Journal der practischen Heilkunde, 1. Band, 1837, S. 7‒38.
- Christian Wilhelm Hufeland. Eine Selbstbiographie mitgeteilt von Dr. Göschen. Berlin 1863. (Separatdruck aus Deutsche Klinik Band 15, 1863, Nr. 13 bis 31. S. 50‒64: Erläuternde Nachträge von Göschen.) (Digitalisat)
- Hufeland. Leibarzt und Volkserzieher. Selbstbiographie von Christoph Wilhelm Hufeland. Neuherausgegeben und eingeleitet von Walter von Brunn. (S. 137‒159: Stammbaum und Nachkommenschaft Christoph Wilhelm Hufeland ‒ 1556‒1937 ‒. Mitgeteilt von Wolfgang Friedrich; und Namens-Verzeichnis mit biographischen Notizen aufgestellt von W. Friedrich.) Stuttgart o. J. [1937]. (Digitalisat)